# Georg Komnenos (Trapezunt)
Georg Komnenos (* um 1255; † nach 1284) war von 1266 bis 1280 Kaiser und Großkomnene von Trapezunt.

## Leben
Georg war ein Sohn des Kaisers Manuel I. von Trapezunt aus dessen dritter Ehe mit der trapezuntischen Edelfrau Irena Syrikaina.
Im Jahre 1266 folgte er seinem Halbbruder Andronikos II. auf den Thron. Als er sich 1280 mit seiner Armee auf einem seiner Feldzüge gegen die Turkmenen in die Berge des Taurus begab, wurde er von seinen eigenen Edelleuten verraten. Diese stellten sich bei einem plötzlichen Angriff der Feinde auf Georgs Truppen nicht zum Kampf, sondern wandten sich zur Flucht. Sie überließen Georg, der geschlagen zurückblieb, den Turkmenen, welche ihn in die Gefangenschaft führten. Sein jüngerer Bruder Johannes II. nutzte die Abwesenheit Georgs sogleich aus, um diesen als Kaiser abzusetzen und sich selbst als Nachfolger zu installieren.
Georg wurde 1284 von den Turkmenen aus der Gefangenschaft entlassen. Da den Turkmenen bekannt war, dass Georg in Trapezunt noch auf eine Anhängerschaft unter unzufriedenen Adeligen zählen konnte, erhofften sie sich, dass dieser Schritt wegen des zu erwartenden Kampfes zwischen Georg und Johannes II. um den Kaiserthron Unruhen in Trapezunt nach sich ziehen und damit den trapezuntischen Staat schwächen würde. Georgs Versuch, den Thron zurückzuerobern, scheiterte jedoch und die von ihm unter seinen Anhängern rekrutierte Armee wurde zerschlagen. Zwar gelang es Georg zunächst, sich einer erneuten Gefangenschaft durch eine Flucht in die Berge zu entziehen, doch wurde er dort nach einiger Zeit gestellt und ergriffen. Aus seinem weiteren Leben ist nichts bekannt.